# Gibraltar Anthem
El Gibraltar Anthem és l'himne nacional del territori britànic d'Ultramar de Gibraltar.
A pesar d'això, l'himne oficial de Gibraltar és el God Save the King, igual que el Regne Unit, les Dependències de la Corona i altres territoris britànics.
L'himne de Gibraltar va ser triat per concurs el 1994. Tant la lletra com la música va ser composta per Peter Emberley, malgrat no ser gibraltareny.
L'himne és cantat cada 10 de setembre per una coral escolar, acompanyat pel públic en general, mentre s'enlairen 30.000 globus vermells i blancs al Dia Nacional de Gibraltar.

## Lletra
| « | Gibraltar, Gibraltar, The Rock on which I stand, May you be forever free, Gibraltar, my own land. Mighty pillar, Rock of splendour, Guardian of the sea, Port of hope in times of need, Rich in history. Gibraltar, Gibraltar, The Rock on which I stand, May you be forever free, Gibraltar my own land. God give grace to this our homeland, Help us to live as one, Strong in freedom, Truth and justice, Let this be our song. Gibraltar, Gibraltar, The Rock on which I stand, May you be forever free, Gibraltar! Gibraltar! My own land! | » |

| « | Gibraltar, Gibraltar El Penyal on em trobo, Que siguis sempre lliure, Gibraltar, la meva terra. Pilar poderós, Penyal d'esplendor, Guardià del mar, Port d'esperança en temps de necessitat, Ric en història. Gibraltar, Gibraltar, El Penyal on em trobo, Que siguis sempre lliure, Gibraltar, la meva terra. Deu doni gràcia a la nostra pàtria, Ajuda'ns a viure com una, Forta en llibertat, Veritat i justícia, Que aquesta sigui la nostra cançó. Gibraltar, Gibraltar, El Penyal on em trobo, Que siguis sempre lliure, Gibraltar! Gibraltar! La meva terra. | » |